# Distrito de Songbei
El Distrito de Songbei (松北区 ; pinyin : Sōngběi Qū) es una subdivisión administrativa de la provincia china de Heilongjiang en la jurisdicción de la prefectura de Harbin.